# ThingamaBob
ThingamaBob (Ciencia demente en Latinoamérica y Los cachivaches de Bob en España) es un programa de televisión estadounidense emitido por The History Channel, que sigue los artilugios creados por el inventor Bob Partington para empresas locales de Brooklyn.

## Argumento
Bob Partington es un inventor de Brooklyn, Nueva York, quien en cada episodio recibe una caja con tres artículos que están relacionados entre sí con la historia de Estados Unidos de alguna manera. El inventor debe tomar estas piezas y construir tres invenciones únicas.